# 1320

## Esdeveniments
- Comença la dinastia Piast a Polònia
- 6 d'abril - Arbroath, Escòcia: La Declaració d'Arbroath reafirma la independència d'Escòcia.[1]

## Naixements
Països Catalans
Resta del món

## Necrològiques
Països Catalans
Resta del món